# Subregió del Douro
El Douro és una subregió estadística portuguesa, part de la Regió Nord. Està format per concelhos pertanyents al Districte de Bragança, al Districte de Vila Real, al Districte de Viseu i al Districte de Guarda. Limita al nord amb Alt Trás-os-Montes, a l'est amb Espanya, al sud amb Beira Interior Norte i Dão-Lafões i a l'oest amb Tâmega. Té una àrea de 4.112 km², i el 2001, tenia una població total de 221 853 habitants.

## Composició
Comprèn 19 concelhos:
- Alijó
- Armamar
- Carrazeda de Ansiães
- Freixo de Espada à Cinta
- Lamego
- Mesão Frio
- Moimenta da Beira
- Penedono
- Peso da Régua
- Sabrosa
- Santa Marta de Penaguião
- São João da Pesqueira
- Sernancelhe
- Tabuaço
- Tarouca
- Torre de Moncorvo
- Vila Flor
- Vila Nova de Foz Côa
- Vila Real